# Underground: VooDoo Night Sessions
Underground: VooDoo Night Sessions — мини-альбом французской индастриал-группы Krystal System, выпущенный в 2009 году на бельгийском лейбле Alfa Matrix.

## Стиль, отзывы критиков
На мини-альбоме собраны ремиксы на треки с дебютного диска группы, а также кавер-версии. Рецензент онлайн-журнала Sideline Magazine высоко оценил EP, указав на то, что в отобранных для него песнях чувственный женский вокал прекрасно сочетается с тяжёлыми гитарными партиями в духе Rammstein, а в отдельных композициях можно найти следы влияния панк-рока.

## Список композиций
Треки 5 и 7 являются кавер-версиями песни группы Depeche Mode.
1. «Mental (Mekatronik Side)» — 4:36
2. «New World (Sky Industry Edit)» — 3:51
3. «I Love My Chains (Voodoo Night Sessions)» — 3:12
4. «Elektrostal (Remix Cube)» — 3:47
5. «Master and Servant (Swan Mix)» (Мартин Гор) — 3:53
6. «Alakor (Version Android)» — 3:54
7. «Master and Servant (The Whip It Side)» (Мартин Гор) — 3:29

## Участники записи
- Bonnie — вокал, гитара
- N° 7 — вокал, синтезатор, семплы